# Scrobigera glossatrix
Scrobigera glossatrix là một loài bướm đêm trong họ Noctuidae.